# Boyz
Boyz är en gratis, Londonbaserad tidskrift, riktad till homosexuella män och hbtq-samhället. Det distribueras huvudsakligen genom gaybarer, pubar, klubbar och bastur i Storbritannien. I juli 2019 flyttade Boyz från en veckovis till en månadsvis publikationsfrekvens med augustiupplagan, dess första månadsnummer. Boyz fokuserar på nyheter, information och foton från gayscenen.
Boyz grundades av David Bridle och Kelvin Sollis 1991 och  är baserad i London. 